# الت کمپ
الت کمپ (به اسپانیایی: Alt Camp) یک منطقهٔ مسکونی در اسپانیا است که در کاتالونیا واقع شده‌است.

## خصوصیات
الت کمپ ۵۴۴٫۷ کیلومترمربع مساحت و ۳۵٬۶۳۵ نفر جمعیت دارد.